# 太和镇 (鄂州市)
太和镇，是中华人民共和国湖北省鄂州市梁子湖区下辖的一个乡镇级行政单位。

## 行政区划
太和镇下辖以下地区：
太和社区、伯浩村、朝英村、陈太村、东边朱村、胡进村、花贺村、花黄村、金坜村、马龙村、牛石村、农科村、邱山村、上洪村、狮子口村、谢埠村、新建村、新屋村、子坛村、柯畈村、新城村和谢培村。